# Ignacio León y Escosura

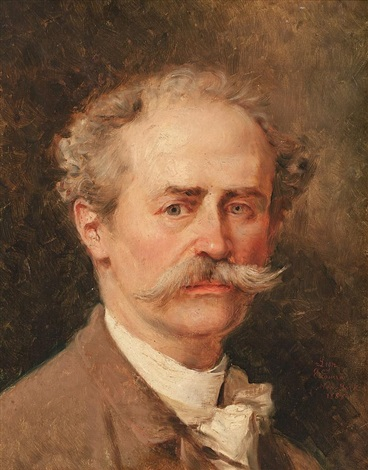
Autorretrato, 1888. Óleo sobre lienzo, 46 x 36 cm, paradero desconocido.

Ignacio León y Escosura (Oviedo, 19 de diciembre de 1834-Toledo, 28 de enero de 1901) fue un pintor, anticuario y coleccionista de arte español.

## Biografía

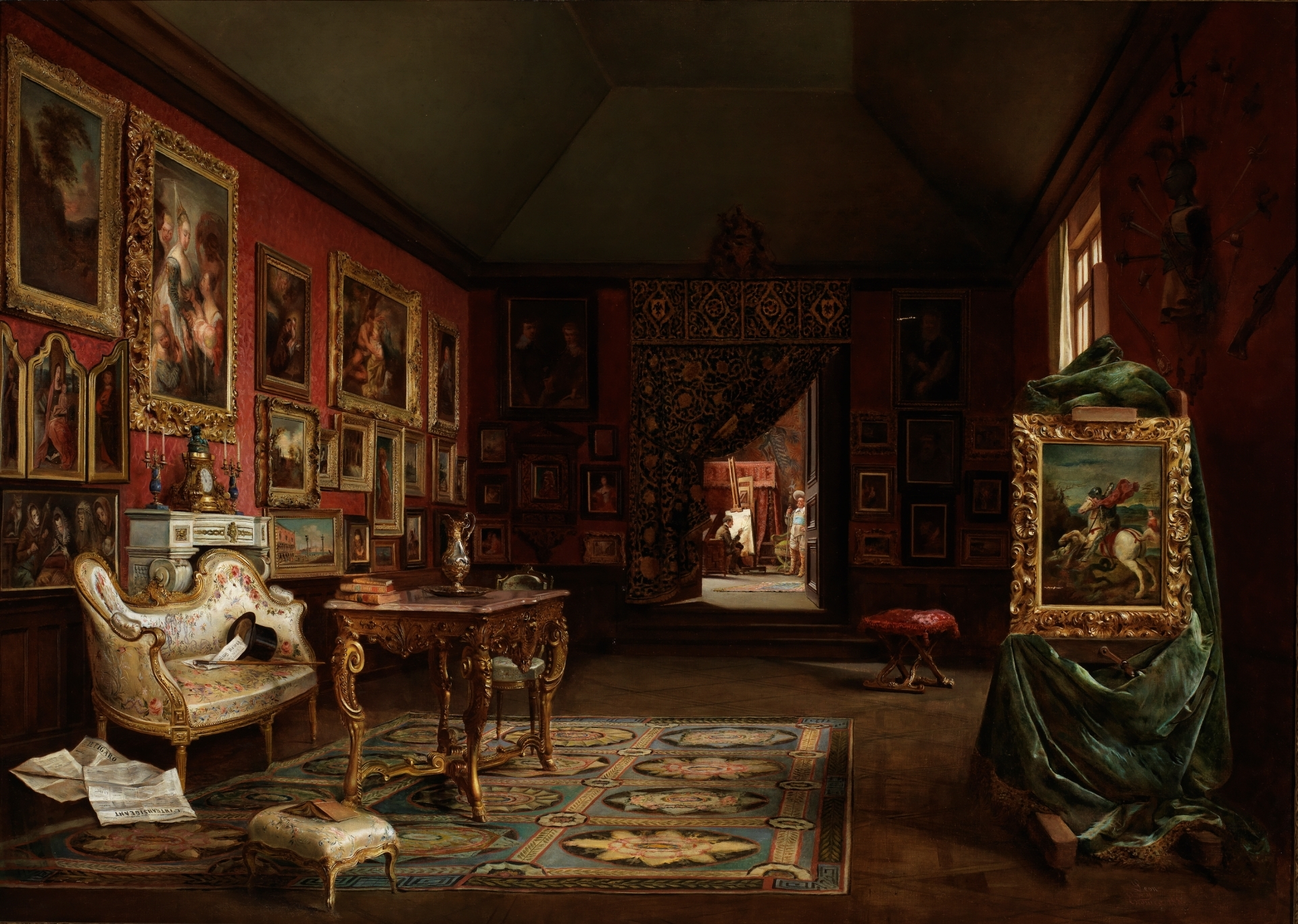
Estudio del pintor, 1888, óleo sobre lienzo, 81 x 115 cm, Madrid, Museo del Prado, en depósito en el Ministerio de Educación y Formación Profesional. La leve anécdota de la escena del fondo, en la que León y Escosura se retrata ante el caballete pintando a un modelo vestido a la moda del siglo XVII, actúa como excusa para mostrar el estudio del artista en París, con sus paredes repletas de cuadros, de entre los que destacan en primer término una copia del San Jorge y el dragón de Rafael y, a la izquierda, la llamada Familia del Greco de la Real Academia de Bellas Artes de San Fernando, que en su momento estuvo considerado obra del cretense.

Nacido en Oviedo, hijo de un agente de aduanas, se inició en el estudio de la pintura en la Escuela de Bellas Artes de La Coruña con Juan Pérez Villaamil, que le aconsejó continuar sus estudios en Madrid, en la Real Academia de Bellas Artes de San Fernando, donde tuvo como profesor a Federico de Madrazo. Desde 1860 presentó sus obras en las Exposiciones Nacionales de Bellas Artes. En la de 1862 obtuvo mención honorífica por Un almuerzo, adquirido por el Gobierno para el Museo Nacional (Museo del Prado, en depósito en el Museo de La Rioja) y en 1864 por Un paseo en Aranjuez en tiempos de Felipe IV (Museo del Prado, en depósito en el Museo San Telmo) obra muy representativa de los que serán sus temas y ambientes preferidos, en la que se advierte el estudio de la obra de Velázquez y los velazqueños realizado en el Museo del Prado. También en 1864 optó sin éxito al premio de Roma, con el tema obligado de La resurrección de la hija de Jairo, alabado no obstante por su colorido. En 1865 se instaló en París, matriculándose como alumno de Hippolyte Lazerges. El mismo año concurrió ya al salón de los Campos Elíseos con una obra titulada La mantilla, tipo de mujer del sur de España. Un año más tarde pasó al estudio de Jean-Leon Gérôme y expuso tres obras en los salones de Madrid y de París, siendo especialmente alabada por la crítica la titulada La narración de las campañas (Ancien soldat racontant ses campagnes), premiada en Madrid con segunda medalla.

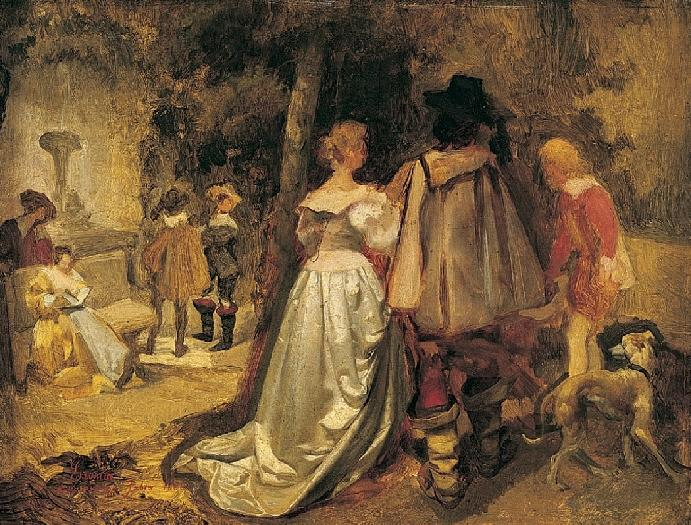
Escena de parque en el siglo XVII. Óleo sobre tabla, 28,5 x 36,5 cm, Museo de Zamora. Firmado: Escosura a su amigo Fabra 1866. La factura abocetada aleja este estudio del pulido y minucuioso acabado propio de la pintura de tableautin, con la que por asunto se relaciona.

La relación con Gérôme pudo facilitarle la entrada en el circuito comercial de Adolphe Goupil, uno de los más influyentes marchantes de arte de su tiempo y editor, pues compraba las obras a los artistas con los derechos de reproducción para facilitar su difusión. Desde 1867 —cuando residía en uno de los estudios del hôtel con galería de pinturas que Goupil tenía en la rue Chaptal para alojar a los jóvenes artistas a los que deseaba promocionar— y hasta 1872, León y Escosura vendió dieciocho cuadros a Goupil. Sus temas, ambientados en la historia pero despojada del carácter heroico con que esta había sido tratada por los grandes maestros del género, eran los propios de la pintura de tableautin o de casacón puesta de moda por Jean-Louis-Ernest Meissonier, el pintor más cotizado del momento al que la crítica iba a asociar con frecuencia a León y Escosura: escenas de taberna con mosqueteros o soldados a la moda del siglo XVII, con influencias también en la iluminación de la pintura holandesa de interiores, anécdotas intrascendentes protagonizadas por grandes figuras de los siglos de oro, que en el caso de Escosura eran frecuentemente artistas (Tiziano, Velázquez y Murillo entre ellos) y deslumbrantes escenarios rococó, muy propicios para exhibir el brillo de las telas con la elegancia aristocrática del Ancien régime, en la que había fijado su mirada para tomarla como modelo la ascendente burguesía del Segundo Imperio francés.
Simpatizante de las revoluciones, a pesar de las buenas relaciones con comerciantes y clientes acaudalados, tras el triunfo de la Gloriosa el Diario Oficial de Avisos de Madrid informaba el 3 de noviembre de 1868 de la llegada al hotel de París, en la Puerta del Sol, del «célebre artista León y Escosura, que trae el encargo de hacer algunos cuadros, representando sucesos recientes de nuestra revolución, y en los cuales figurarán los generales Prim, Serrano, etc». No se tienen otras noticias de esos cuadros y su estancia en Madrid en esta ocasión, en la que aprovechó además para volver como copista al Museo del Prado, hubo de ser corta, pues en 1869 exponía de nuevo en París y en la primera Exposición Universal de Bellas Artes de Múnich, a la que concurrió con Felipe IV presentando Rubens a Velázquez, posiblemente uno de los numerosos cuadros de Escosura conservados en la Galería Parmeggiani de Reggio Emilia. Pero al estallar la guerra franco-prusiana permaneció con Raimundo de Madrazo en París, abandonado por la mayor parte de los artistas extranjeros, y fue testigo de los sucesos revolucionarios de la Comuna. Gracias, al parecer, a su amistad con un camillero pudo asistir en primera línea a algunos de los combates callejeros, lo que dejó reflejado en La rue de Rivoli en la mañana del 23 de mayo con el incendio del Palacio de las Tullerías, donde se autorretrató tomando apuntes de rodillas oculto tras un pilar y ante el cadáver de un comunero abandonado en medio de la calle desolada.

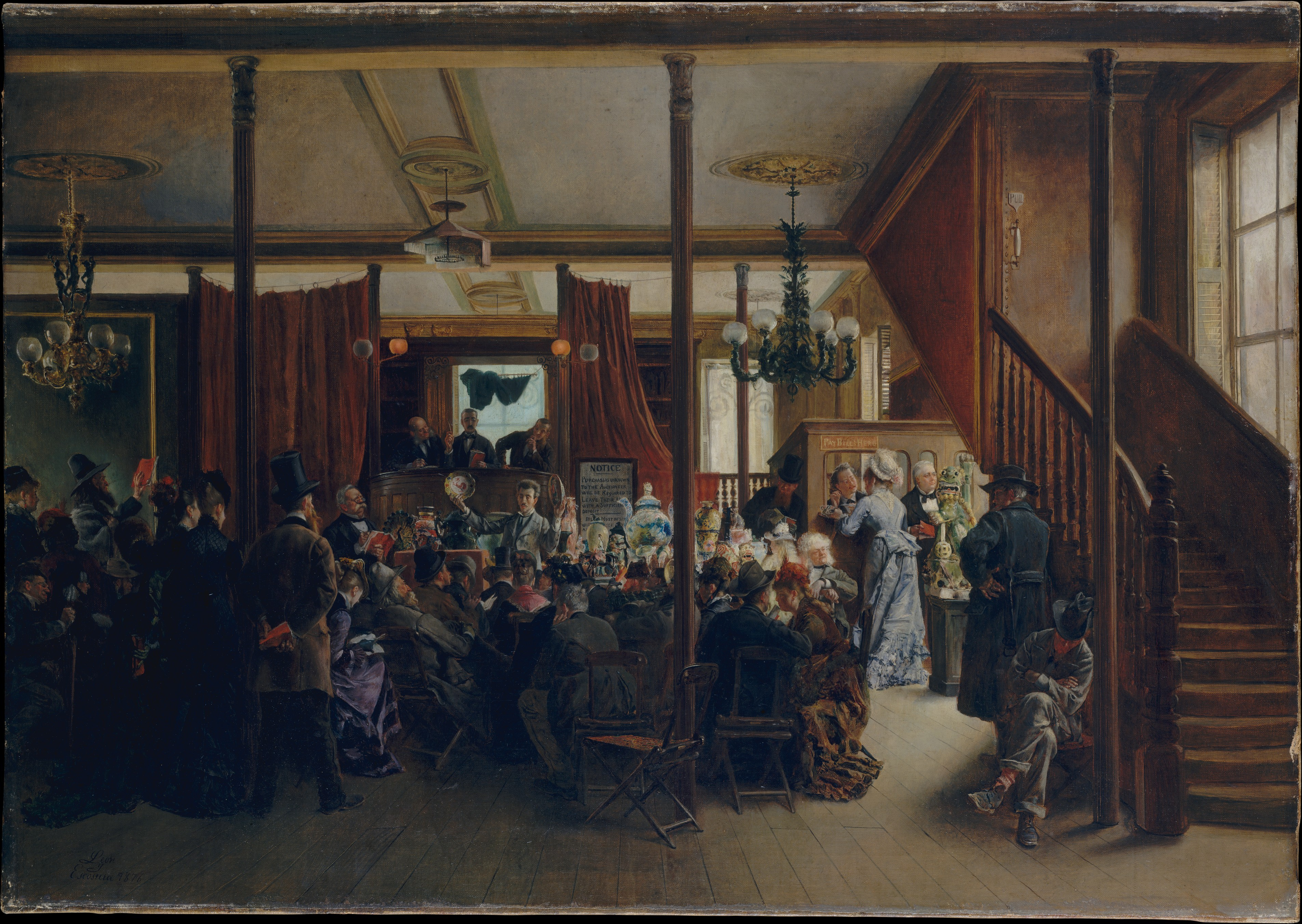
Una subasta en Clinton-Hall, Nueva York, 1876. Óleo sobre lienzo, 56,8 x 80,3 cm, Nueva York, Metropolitan Museum of Art.

Por mediación del marchante norteamericano establecido en París George A. Lucas, que ya en 1869 le había comprado algún cuadro con destino al comercio estadounidense, entró en contacto con Samuel P. Avery, quien sería más adelante fundador del Metropolitan Museum of Art. En el verano de 1872 Avery y Escosura se encontraron en Londres, donde Escosura presentaba en la Exposición Universal la ya famosa Rue de Rivoli, que sería finalmente adquirida por el marchante norteamericano por 4 000 francos. Además Avery, que ya había adquirido alguna obra menor de Escosura, le encargó otros dos cuadros de anécdota historicista: uno de gran tamaño que representase a Carlos I y Van Dyck, por el que le abonaría 10 000 francos, y otro menor con el tema de María reina de Escocia prisionera. Sería el comienzo de una relación duradera en la que, según las anotaciones del diario de Avery, fueron frecuentes las nuevas adquisiciones y las visitas al taller del pintor, que en 1876 lo retrató en su galería de Nueva York, lienzo dedicado «al amigo S. P. Avery». Casi una treintena de sus obras se expusieron entre 1867 y 1877 en exposiciones celebradas en Estados Unidos, a donde viajó en tres ocasiones.
No dejó en este tiempo de estar presente en las citas anuales de los salones de París y de Madrid. En el de los Campos Elíseos de 1877 presentó Una subasta en Clinton-Hall, Nueva York (Nueva York, Metropolitan Museum of Art), de la que el Moniteur des Arts dijo que era «obra compuesta y pintada con un arte consumado». En 1888, sin embargo, abandonó el salón oficial por el de los Independientes, en el que se presentó con un nutrido grupo de obras que, por sus títulos, revelan ser todavía tableutins. Anclado en los gustos que habían prevalecido bajo el Segundo Imperio, su presencia en la Exposición Universal de París de 1889, dentro de la representación española, fue acogida ya con frialdad por la crítica, a pesar de que le fuese concedida mención honorífica.
Aficionado a las antigüedades, de las que se valía para dotar de apariencia de veracidad histórica a los marcos escenográficos de sus composiciones, lo fue también de los viajes, que a menudo emprendió con el mismo fin de documentarse y adquirir antigüedades y objetos de diversas culturas para ser empleados en sus cuadros, reuniendo en su estudio en el palacio de Alluye, junto al castillo de Blois, donde se instaló en 1874, una notable colección de piezas artísticas. En 1880 escribió a Emilia Pardo Bazán, testimoniando su carácter viajero: 

Hay una enfermedad que, bien que los médicos no la conocen, no por eso existe menos y los franceses la llaman la maladie des voyages, pero en materia de viages sucede como con la literatura para dar pasto a la imaginación (...) así es que el viagero tiene que volver a visitar lo visto, como me sucedió a mi ahora, que vengo por la 3.ª vez de Stratford upon Avon, y de Newstead Abey, donde vivieron los autores de Hamlet y de Childe Harold...

Conoció también y retrató al barón Davillier (Reggio Emilia, Galleria Parmeggiani) con el que viajó por el norte de España. En la primavera de 1880 llegó a Santiago de Compostela para copiar algunos de sus monumentos y regresó en otoño para pintar el Pórtico de la Gloria que sirve de fondo a una de las obras más apreciadas de su producción: Les marquises quêteuses au Moyen Áge (Las marquesas limosneras en la Edad Media) de la colección Masaveu. Ambientada, a pesar de su título, en el siglo XVI, con los personajes vestidos a la moda francesa de aquel siglo, destaca en ella la habilidad del pintor para reproducir la arquitectura del pórtico en compleja disposición oblicua a la derecha del lienzo.
En el Salón de los Independientes de 1890 presentó Una galería de cuadros en París en la calle Faisanderie, la suya propia, que podría corresponder a la pintura titulada Sala de la casa Parmeggiani de la galería de Reggio Emilia, donde aparecen algunos de los cuadros presentes también en el Estudio del pintor del Museo del Prado, como el lienzo de la Familia del Greco, ahora en la Real Academia de Bellas Artes, o una falsa vedute veneciana a la manera de Canaletto y un igualmente falso Paisaje flamenco conservados en la galería reggiana.

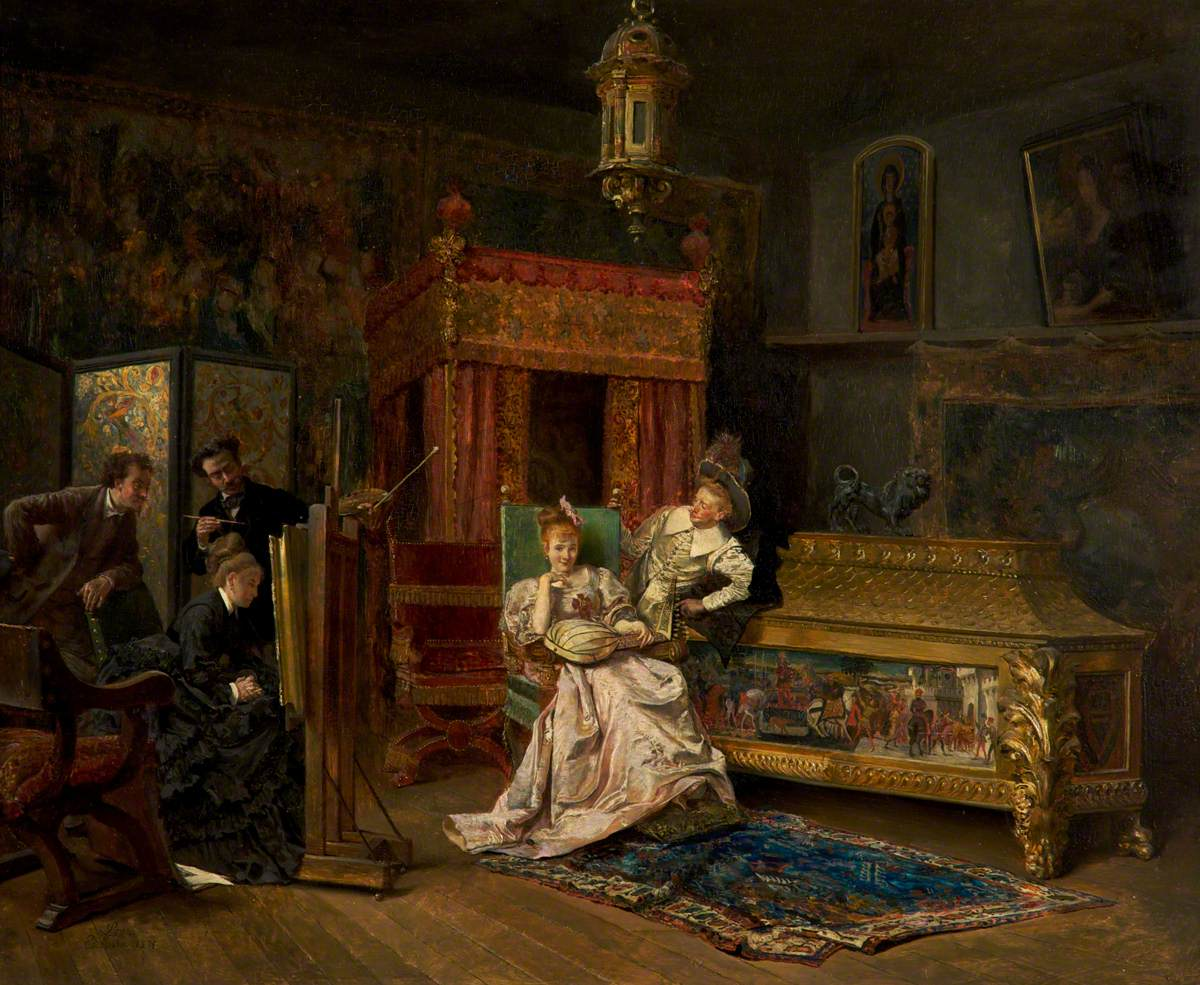
Estudio del pintor, 1876. Óleo sobre tabla, 48,5 x 60 cm, Touchstones, Rochdale Arts & Heritage Service. En el decorado de esta composición característica de León y Escosura, con la visita de dos aficionados al estudio del pintor, destaca el cofre de novia con la pintura de un Triunfo de escuela florentina en el frente, atribuido a Giovanni di Ser Giovanni en la Galleria Parmeggiani de Reggio Emilia, donde se conserva junto con un importante fondo de pinturas y antigüedades procedentes del estudio parisino del pintor.

Instalado en París Escosura contrajo matrimonio en 1886 con Marie Augustine Thérèse Marcy-Filieuse, conocida como Blanche, pintora y falsificadora, hija de Marie Marcy y Victor Filieuse, propietarios de un negocio de antigüedades, la galería Marcy —Curiosités-Object d'art, étoffes & tableau ancien—, fundada en 1870, de la que Marie Augustine sería principal responsable. En 1891 conoció en Londres a Luigi Parmeggiani, joven anarquista italiano, implicado en un atentado contra obreros socialistas reformistas en su Reggio Emilia natal y, desde ese momento, Escosura y Blanche llevaron vida separada. Parmeggiani, conocido como le beau Louis, llevaba por entonces en Londres una vida de lujo sin ocupación conocida. Incumpliendo una anterior orden de deportación, en 1892 viajó a Francia, entrando en el negocio de antigüedades de los Marcy. A continuación regresó a Londres donde instaló un prestigioso negocio de antigüedades presentándose como hermano de Marie Augustine y haciéndose llamar Louis Marcy. En 1901, el mismo año en que Escosura falleció en Toledo en el curso de uno de sus viajes, comenzaron los rumores sobre la dudosa procedencia de los objetos medievalizantes y renacentistas comerciados por los Marcy. Investigado por Scotland Yard, Parmeggiani se vio obligado a reconocer su falsa identidad, pero en 1905 salió absuelto de robo en Londres al poder demostrar que sus piezas procedían de la colección Escosura. En París, sin embargo, saltaron a la prensa los rumores que hablaban de falsificaciones e implicaban, directa o indirectamente en ellas a Escosura. Así, el diario Le Temps publicó el 23 de marzo de 1903 un suelto bajo el título «Le Vélasquez de M. Escoussoura» en el que se afirmaba que, según les había sido manifestado por un conocido pintor, miembro del jurado del Salón de ese año, el Velázquez de la colección La Caze, propiedad del Louvre, era en realidad una pieza falsa, pintada en su juventud por Escosura:

Il a raconté comment, il y a trente ou trente cinq ans, le peintre espagnol Escoussoura vint à Paris et mit en vente à l'Hôtel Drouot une quarantaine de ses toiles, et comment divers amateurs prenant ces tableaux pour des Murillo et des Velazquez, les achetèrent. Parmi ces acquéreurs, un marchand de la rue Laffite, M. C...., s'aperçut de la supercherie. Mais il n'en fut pas de même pour M. La Caze, qui donna aux tableaux apocryphes une place d'honneur dans sa collection.
Et le peintre qui raconta cette histoire ajoute:
Et voilà comment dans la salle du Louvre qui porte son nom, parmi d'admirables tableaux de Fragonard, de Watteau, de Chardin, de Ribera, figurent des Velasques et des Murillo qui sont tout simplement d'Escoussura.

Muerta Marie Augustine Marcy en 1918, Parmeggiani contrajo matrimonio con Anna Detti, hija del pintor Cesare Detti y de Juliette Marcy, la hermana menor de la viuda de Escosura, y en 1924 retornó a Reggio Emilia, donde se hizo construir un palacio neogótico en el que depositó su colección de arte y antigüedades con parte de la colección Escosura —otra parte de ella había salido a subasta en Nueva York en 1888 con notable éxito, recaudando 108.516 dólares—, en medio de renovadas dudas sobre la autenticidad de las piezas de la colección Marcy esparcidas por museos y colecciones privadas.